# Wardyń
Wardyń (niem. Wardin) – wieś sołecka w Polsce położona w województwie zachodniopomorskim, w powiecie choszczeńskim, w gminie Choszczno. W latach 1975–1998 miejscowość administracyjnie należała do województwa gorzowskiego. W roku 2007 wieś liczyła 497 mieszkańców. Jedna z największych wsi gminy.
Wieś wchodząca w skład sołectwa Chełpa.

## Geografia
Wieś leży ok. 5 km na wschód od Choszczna, ok. 700 m na południe od drogi wojewódzkiej nr 175.

## Historia
Około VIII i IX wieku istniała tutaj niewielka osada Pomorzan. W 1. poł. XIII wieku wieś była pod panowaniem Wielkopolski, następnie włączona do Brandenburgii Pierwsza, źródłowa wzmianka pochodzi z 1337 roku, z księgi ziemskiej margrabiego Ludwika Starszego, kiedy to właścicielem osady był rycerz Wigerus. Kolejnym właścicielem była rodzina Beneckendorf i była w posiadaniu Wardynia przez około 300 lat. Wieś wielokrotnie zmieniała właścicieli, w 1912 r. posiadłość kupił Otto Steiger. W czasie II wojny światowej został uszkodzony średniowieczny kościół i rozebrany pod koniec lat 40. XX wieku; na działce ulokowano pawilon sklepowy.

## Zabytki
Do wojewódzkiego rejestru zabytków wpisany jest:
- zespół dworski, z XVIII wieku-XIX wieku:
  - ruina dworu z XVI-XIX wieku, wysoki dach naczółkowy[5]; teren przed dworem jest zadrzewiony obsadzony żywopłotem.
  - park o charakterze naturalistycznym. W drzewostanie występuje dąb szypułkowy, buk, dąb czerwony, wiąz górski, klon, kasztanowiec, jawor, jesion i modrzew.

inne obiekty:
- kościół filialny pod wezwaniem św. Maksymiliana Marii Kolbe posadowiony w obrębie parku dworskiego (na nowym miejscu), zbudowany w latach 1982–1986 z kamienia polnego, według projektu Jerzego Hermanowicza. Kościół rzymskokatolicki należący do parafii pod wezwaniem św. Stanisława Kostki w Korytowie, dekanatu Choszczno, archidiecezji szczecińsko-kamieńskiej, metropolii szczecińsko-kamieńskiej[6].

## Komunikacja
We wsi znajdował się przystanek kolejowy linii kolejowej nr 410.